# الجيلي
الجيلي هي مدينة سودانية تقع إلى الشمال من الخرطوم، ضمن المثلث الحضري الذي تتكون منه العاصمة المثلثة السودانية، إلى جانب كل من مدينة الخرطوم التي تقع في جنوبها. تقع منطقة الجيلي شمال مدينة بحري وعلى بعد 50 كيلومتراً من مركز الخرطوم، ويَقطنها 11623 نسمة تقريباً (حسب تعداد 2008) غالبيتهم من العبدلاب والجميعات وبعض القبائل الأخرى.
تُعتبر مدينة الجيلي السودانية من المدن التاريخية العريقة، حيث تشير بعض البحوث الأثرية إلى أن عمرها يصل إلى 7 آلاف سنة.

## تاريخ مدينة الجيلي
يعود تاريخ المنطقة لحوالي قرنين من الزمان، كانت الجيلي عبارة عن جروف زراعية يرجع تاريخ مدينة الجيلي إلى حوالي عام 1821م. وتبلغ مساحتها 7.182 كلم مربع. ويقال سبب تسمية المدينة إلى الشيخ الجيلي ود فضل، أحد تلاميذ الشيخ أحمد الطيب البشير، إلى المنطقة واستقر فيها. عند وصول خط السكة الحديد إلى المنطقة، اقترح الزبير باشا رحمة، زعيم الجميعاب، تسمية المحطة باسم "الجيلي" تكريمًا للفقيه الجليل
من أبرز معالم المدينة "سرايا الزبير باشا"، التي بُنيت عام 1900م لاستقبال الزبير باشا رحمة بعد عودته من مصر. أشرف على بناء السرايا مهندسون أتراك ومصريون، وتُعد اليوم من المعالم التاريخية المهددة بالزوال بسبب ظاهرة "الهدام" أو تآكل ضفاف النيل، التي أدت إلى اقتراب النهر من السرايا لمسافة 300 متر فقط
بالإضافة إلى ذلك، يُعتبر مسجد الجيلي العتيق من أقدم المساجد في السودان، حيث تأسس عام 1903م على يد الشيخ عبد القادر بن الشيخ عبد الرحمن. شهد المسجد تطورات عديدة عبر العقود، بدءًا من بنائه بالطين والقش وصولًا إلى هيئته الحالية بفضل جهود المصلين وأهل المنطقة.[بحاجة لمصدر]

## الموقع الجغرافي
تمتد من ناحية الجنوب من حي أبوصالح ثم قرية النية وشرقا شرق السكة حديد حتى المقابر (مقابر الباشا) حي النعيمة ومن الشمال خور الناعماب (خور شناق) حيث تبدأ واوسي ومن الغرب يحدها نهر النيل. ومعظم الأحياء بالجيلي ترجع إلى أسماء قبائل ساكنيها.
تواجه المدينة تحديات بيئية، أبرزها ظاهرة "الهدام" التي تهدد بزوال معالمها التاريخية وأراضيها الزراعية الخصبة. يبذل سكان الجيلي جهودًا حثيثة لمواجهة هذه الظاهرة والحفاظ على إرث مدينتهم التاريخي. تُعتبر الجيلي مثالًا حيًا على التحديات التي تواجه المدن التاريخية في السودان، حيث تسعى للحفاظ على تراثها الثقافي والتاريخي في مواجهة التحديات البيئية والاقتصادية.

## مصفاة الخرطوم
تُشتهر الجيلي أيضًا بوجود مصفاة الخرطوم لتكرير النفط، المعروفة بمصفاة الجيلي، التي تأسست عام 1997 وبدأت عملياتها في عام 2000 بطاقة إنتاجية تصل إلى 100 ألف برميل يوميًا. تُعد المصفاة من أهم المنشآت النفطية في السودان، حيث تنتج مجموعة متنوعة من المشتقات النفطية لتلبية احتياجات البلاد وتساهم في توفير 45% من احتياجات السودان من المنتجات النفطية.

## التعليم والمعالم المشهورة في المدينة
التعليم في الجيلي في بداياته اعتمد على الخلاوي، ويوجد بالجيلي عدد من الخلاوى. ثم تم إنشاء مدرسة الجيلي الأولية في العام 1905 م (مدرسة الجيلي بنين) التي قام ببنائها الزبير باشا رحمة وصديقه السير لي ستاك الذي سمي معمل إستاك على اسمه،وكان بها داخلية و تلاميذ من مختلف أنحاء السودان، ثم أنشئت الجيلي المتوسطة وكانت مركزا للقرى التي تحف من حولها. من أبرز معالم المنطقة المدرسة والسرايا، كما يُعد "الزبير باشا"واحداً من أشهر أعلامها.

## الرياضة في الجيلي
إن أول فريق كانت نشأته بداية الستينات، ثم انشق الفريق إلى فريقين وهما ناديا الأخوة و الرابطة. تم تسجيل فريق الجيلي عام 1991 ليستمر في المنافسات مع بقية الفرق، وقد صعد الفريق للدرجة الثانية ومن أشهر اللاعبين في الفريق عوض عبدالغني لاعب الفريق القومي السابق،وصلاح دفع الله لاعب الهلال السابق، واخرهم مهند الطاهر.
ويُعتبر يوسف الزبير باشا من مؤسسي نادي الهلال السوداني منذ أن كان يسمى بتيم عباس.
كما لديها مركز ثقافي تابع لوزارة الشباب والرياضة.

## حرب 2025
شهدت الجيلي أحداثًا مؤسفة في يناير 2025، حيث تعرضت مصفاة الجيلي، أكبر منشأة لتكرير النفط في السودان، لأضرار جسيمة نتيجة للمعارك الدائرة بين الجيش السوداني وقوات الدعم السريع. تبادل الطرفان الاتهامات بشأن المسؤولية عن تدمير المصفاة، مما أدى إلى توقف العمليات الإنتاجية وتأثير سلبي على الاقتصاد المحلي.

## وصلات خارجية
فيديو عن أحداث عن الحرب في الجيلي
شخصيات /معالم /من/ مدينة / الجيلي